# 신형 코로나바이러스 감염증 대책 전문가 회의

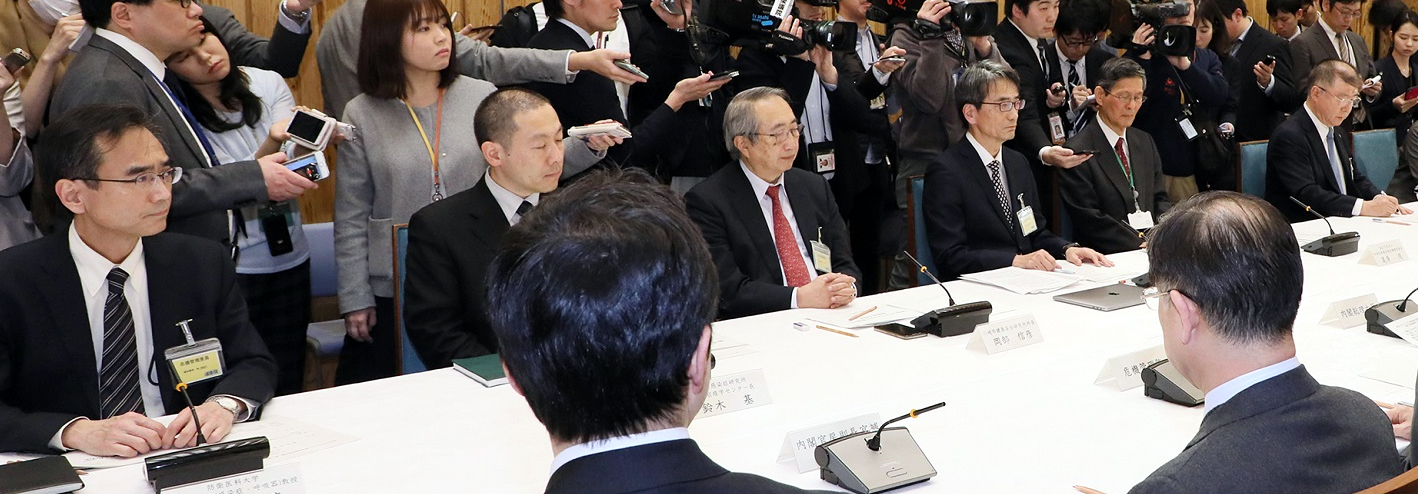
총리대신 관저에서 열린 신형 코로나바이러스 감염증 대책 전문가 회의 (2020년 2월 16일)

신형 코로나바이러스 감염증 대책 전문가 회의(일본어: 新型コロナウイルス感染症対策専門家会議)는 일본 내각의 조직 중 하나인 신형 코로나바이러스 감염증 대책 본부에 설치된 자문 기관이다.
코로나19 범유행에 대한 대책을 위해 설치된 자문 기관이다. 2020년 2월 14일 설치되었다. 2020년 2월 14일에 설치되었다. 회의의 서무 기능은 후생노동성 등 관계 기관의 협력하에 내각관방이 담당하고 있다.

## 회의
제1회: 2020년 2월 16일
제2회: 2020년 2월 19일
제3회: 2020년 2월 24일
제4회: 2020년 2월 29일
제5회: 2020년 3월 2일
제6회: 2020년 3월 9일
제7회: 2020년 3월 17일
제8회: 2020년 3월 19일